# ارتش جمهوری چک
ارتش جمهوری چک (چکی: Armáda České republiky) مجموعه نیروهای مسلح جمهوری چک است، که از نیروی زمینی چک و نیروی هوایی چک تشکیل می‌شود.